# Kabenna
Kabenna est une rivière du centre de l'Éthiopie. C'est un affluent de la rivière Awash à l'ouest, prenant sa source au sud-ouest d'Ankober. G.W.B. Huntingford spécule qu'il pourrait s'agir du même fleuve que le Kuba, qui est mentionné dans le Futuh al-habaša (La conquête de l'Abyssinie), et le récit de Imam Ahmad Gragn, La conquête de l'Empire éthiopien.